# 육군3사관학교
육군3사관학교(陸軍三士官學校, Korea Army Academy at Yeong-Cheon, KAAY)는 대한민국 육군의 정예 장교 양성 기관이며, 경상북도 영천시 고경면 창하리에 위치하고 있다. 국가에 대한 최고의 충성을 구현하고 있는 사관학교라는 국가와 국민의 신뢰를 바탕으로 충성대(忠誠臺)라고 명명되었다. 또한 대한민국 국방부 육군본부 직할부대이며, 교장은 육군의 장성급 장교 중에서 육군참모총장의 추천을 받아 국방부 장관의 제청으로 대통령이 임명한다.

## 설치 근거
- 육군3사관학교 설치법[2]

## 연혁
1968년 1·21 사태와 푸에블로 호 납치 사건이 발생한 이후 1968년 8월 16일 육군본부 일반명령 제12호에 의거 영천사관학교 창설위원회가 구성되었고, 이에 따라 1968년 10월 15일에 육군 제2사관학교와 육군 제3사관학교가 각각 창설되었다.
육군 제2사관학교는 전남 광주의 육군보병학교를 감편하여 창설하였고, 육군 제3사관학교는 4개 학교(정보, 헌병, 부관, 경리학교)가 있던 경북 영천에서 전후방으로부터 차출된 새로운 창설요원들에 의해서 창설되었다. 당시 창설학교의 명칭을 육군 제2·3사관학교라 명명한 것은 1968년 9월 20일 육군본부 정책회의에서 육군사관학교를 제1사관학교라고 염두에 두고 새로이 창설되는 단기사관학교를 숫자 순에 의하여 명명한 것이었다.
육군 제2·3사관학교는 보병학교에서 분리되기는 하지만, 당시 교육시설과 환경이 열악하고, 월남파병으로 인한 초급장교의 소요가 급증하여 단기과정의 후보생 교육에 치중하지 않을 수 없었기에, 육군 제2사관학교와 육군 제3사관학교는 동시에 창설되었지만 육군 제2사관학교는 교육생 수용준비가 늦어지는 바람에 제1기생은 육군 제3사관학교에서만 교육했다.
1969년 3월 18일 육군 제3사관학교의 개교식이 열렸고, 1970년 1월 제1기 사관생도 771명이 임관하였다. 1970년 동일한 두 개의 단기사관학교가 있으면 부정적인 요인이 야기될 수 있으므로 이원화하지 말고 하나로 통합할 것을 대통령(박정희)이 지시함으로써 1972년 4월 제2사관학교를 제3사관학교에 통합시켰다.
육군 제3사관학교는 1972년부터 교육과정을 1년에서 2년으로 연장하였고, 초급대학과정의 일반학 교육뿐만 아니라 종합적인 군사훈련을 포함한 교육을 시키고 있다. 육군 제3사관학교는 2004년 12월「단기사관학교설치법」을「육군3사관학교 설치법」으로 개정하면서 육군3사관학교로 개칭하여 현재에 이르고 있다.
매년 육군 초임장교의 52% 이상을 배출하였으나 학사사관·간부사관 및 전문사관의 양성기능이 2012년부터 육군학생군사학교로 이전됨으로써 지금은 사관생도만을 양성하고 있다. 사관생도가 수업연한이 2년인 육군3사관학교를 졸업하면 군사학 학위와 더불어 일반 대학교(4년제)와 똑같이 4년제 학사학위를 수여받게 된다.

## 지원자격
정시(해당기수)와 예비(다음기수)로 나눠 구분되며 편입학으로만 모집한다.
정시
- 학력: 4년제 대학교 2년 이상 수료(예정) 및 2·3년제 대학 졸업(예정)자

- 연령: 대한민국 국적을 가진 만 19세~25세 미만의 미혼 남·여

예비
- 학력: 2·4년제 대학교 1학년 재학생 / 3년제 대학교 2학년 재학생

- 연령: 대한민국 국적을 가진 만 18세~24세 미만의 미혼 남·여

## 같이 보기
- 대한민국 국군
- 대한민국 육군
- 제2사관학교
- 대한민국 육군사관학교
- 대한민국 해군사관학교
- 대한민국 공군사관학교
- 국군간호사관학교
- (영어) United States senior military college (SMC, 단기사관후보생)